# Hail to England
Hail to England je třetí studiové album americké heavymetalové skupiny Manowar vydané v roce 1984. Album bylo nahráno a smícháno během 6 dní. Se stopáží 33 minut a 24 sekund je nejkratším albem skupiny.
Zvukově i v aranžmá je na této desce znatelný posun od dvou předchozích alb. Kytary jsou méně zkreslené, rytmika je až thrash metalově strojová a Eric Adams dostává větší prostor k předvedení svého hlasového rozsahu.
Album otevírají dvě středně rychlé skladby textově inspirované nordickou mytologií a fantasy. Poté následuje rychlá a energická Kill With Power. Titulní skladba a také název desky Hail to England je vyznáním Velké Británii, která byla v roce 1980 místem zrodu skupiny a kam Manowar v roce 1984 vyjeli na své první zámořské turné v rámci propagace tohoto alba. V následující hymnické Army of the Immortals vzdává skupina hold svým fanouškům po celém světě, které takto od té doby nazývají a motiv „Army of the Immortals“ (česky „Armády Nesmrtelných“) se později opakuje v textech i na dalších albech. Předposlední Black Arrows je tradiční ukázkou schopností Joey DeMaia ve hře na basovou kytaru a uvádí epicky vygradovanou téměř devítiminutovou skladbu Bridge of Death s textem inspirovaným smrtí, odevzdáním duše a také satanismem.

## Seznam písní
1. "Blood of my Enemies" – 4:15
2. "Each Dawn I Die" – 4:20
3. "Kill With Power" – 3:57
4. "Hail to England" – 4:24
5. "Army of the Immortals" – 4:24
6. "Black Arrows" – 3:06
7. "Bridge of Death" – 8:58

Autor všech skladeb Joey DeMaio. Each Dawn I Die a Army of the Immortals Joey DeMaio a Ross The Boss.